# ミチコ
ミチコ（michiko、1985年4月1日 - ）は、主に神戸・大阪・東京でインディーズ活動する日本の女性シンガーソングライター。大阪府出身、兵庫県在住。solution studio所属。血液型A型。
大阪音楽大学ピアノ科を卒業（2007年3月）。ハートボイススタジオミュージックスクール（校長：古賀繁一）を受講。

## プロフィール
3歳からクラシックピアノを始める。兵庫県立西宮高校音楽科（ピアノ科）を経て、大阪音楽大学ピアノ科卒業。
大阪音楽大学在学中は、ピアニスト岡原慎也・芹澤佳司に師事。専門特殊研究クラスに在籍し、ピアニスト仲道郁代からも指導を受ける。選抜者のみが参加する卒業演奏会にも出演。また、ハートボイススタジオミュージックスクールでボイストレーニングを受講。
2006年4月より音楽活動開始。神戸ライブハウス　BACK BEATで初ライブ。
その後、神戸・大阪・東京を中心にライブ活動を行う。

## 特徴
基本スタイルは弾き語りによる演奏。ライブ時にはサポートメンバーを率いてバンド形式でも演奏を行う。

## ライブ活動
2009年から年間3回のペースで大阪・桜川 Flamingo the Arusha でワンマンディナーショー・ライブを行っている。その他、東京・四谷天窓.comfort、神戸・BACK BEAT等でも定期的にライブ活動を行っている。
2010年からはアコースティックピアノ単独Liveを行っている。
関西各地で行われているが毎回SOLD OUTになるLIVEである。
ワンマンディナーショー・ライブ　『Live is Wonderful』（大阪・桜川 Flamingo the Arusha ）
- Live is Wonderful Vol.1 … 2009年6月2日
- Live is Wonderful Vol.2 … 2009年10月27日
- Live is Wonderful Vol.3 … 2010年2月16日
- Live is Wonderful Vol.4 … 2010年6月17日
- Live is Wonderful Vol.5 … 2010年10月28日
- Live is Wonderful Vol.6 … 2010年12月28日

アコースティック.ライブ『アコースティックスペシャルナイト』

## 路上ライブ
2009年3月より大阪を中心にキーボード弾き語りによる路上ライブを開始。以降、大阪・神戸・東京で路上ライブ活動も積極的に実施し。

## 出演

### ラジオ番組
- Kiss-FM KOBE『大久保かれんのKOBE GROOVE NAVIGATION』（2006年9月26日）
- FMみっきぃ『梅谷陽子のマイフェイバリット』（2006年10月6日・13日）
- ラジオ関西『Music Baz On the Air』（2006年10月6日・13日）
- 京都三条ラジオカフェ『crossroad Atation797』（2008年10月11日）
- BAN-BANラジオ『週刊むらさきん』（2010年8月6日）
- FM aiai『みゅ～じっく　ぱれ～ど』（2010年8月19日）
- FM aiai『ミチコ的レーディオ』（2013年10月）毎週火曜日12時パーソナリティ
- HONEY FM『ミチコ的ふるさとmusic』（2019年6月２７日)第四木曜日パーソナリティ

## ディスコグラフィー

### CDシングル
1. いつまでも（2007年2月15日発売、自主制作）
2. ding（2007年10月10日発売、自主制作）

### CDアルバム
1. Love to all...（2008年9月19日発売、MPST-0001）
  1. Love to all...（2010年5月15日再録音発売）
2. LALABAI（2009年4月10日発売、MPST-0002）
3. Dear you（2009年9月11日発売、MPST-0003）
4. Once more（2009年10月15日発売、MPST-0004）
5. Song for you（2010年4月11日発売、MPST-0005）
6. Believe（2010年10月10日発売、MPST-0006）
7. LALABAI（2010年11月21日発売、MPST-0007 ※３曲を追加した改訂版）
8. my tresure (2012年4月29日発売 MPST-0008)
9. In my heart (2013年4月6日発売　MPST-0009)
10. ten  (2014年２月発売、MPST-0010）
11. Believe2（2015年1月25日発売、MPST-0011※改変版)

### オムニバスCD参加
- 神戸BackBeat オムニバスCD「V.A.KOBEDIFFERPOP 2」（2006年10月11日発売、BIG MOUSE）
- ハートボイススタジオ オムニバスCD「9Voices」（2008年3月12日発売、キューベル）